# Chrysopodes (Chrysopodes) limbatus
Chrysopodes (Chrysopodes) limbatus is een insect uit de familie gaasvliegen (Chrysopidae), die tot de orde netvleugeligen (Neuroptera) behoort. De soort komt voor in Brazilië.